# Lomatia leucophys
Lomatia leucophys är en tvåvingeart som först beskrevs av Jacques-Marie-Frangile Bigot 1892.  Lomatia leucophys ingår i släktet Lomatia och familjen svävflugor. Inga underarter finns listade i Catalogue of Life.